# Біогеохімія
Біогеохі́мія — галузь геохімії, пов'язана з біологічними науками.
Основоположником біогеохімії був Володимир Іванович Вернадський, який в 1918 році організував у Києві першу у світі біогеохімічну лабораторію.
Біогеохімія вивчає: хімічний склад живої речовини (цілих організмів та їхніх сукупностей), вплив живої речовини на історію земних хімічних елементів, їх міграцію, розподіл, розсіювання та концентрацію в земній корі, тобто геохімічні процеси біосфери.
Головну масу живої речовини становлять ті хімічні елементи, які легко утворюють гази атмосфери (О2, Н2О, СО2, N2) або водорозчинні іони (Н+, ОН−, НСО−
3, Cl−, SO2−
4, PO3−
4) — головні аніони води гідросфери; К+, Na+, Mg2+, Ca2+ — головні катіони літосфери. Всі інші хімічні елементи перебувають у невеликій кількості. Серед організмів є види та роди, що переважно концентрують той чи інший хімічний елемент, і є показниками геохімізму середовища. Організми-концентратори відомі для таких елементів: Li, B, F, Al, Si, P, Mg, S, Cl, K, Ca, V, Mn, Fe, Co, Cu, Zn, As, Br, Sr, J, Ba, Th, U тощо. На цьому ґрунтуються біогеохімічні методи розшуків корисних копалин і виділення біогеохімічних провінцій; останні мають велике теоретичне і практичне значення для медицини, тваринництва і рослинництва. Перша карта біогеохімічних провінцій СРСР була складена В. В. Ковальським в 1957 році.